# Kurixalus carinensis
Kurixalus carinensis är en groddjursart som först beskrevs av George Albert Boulenger 1893.  Kurixalus carinensis ingår i släktet Kurixalus och familjen trädgrodor. IUCN kategoriserar arten globalt som otillräckligt studerad. Inga underarter finns listade i Catalogue of Life.